# Махамаду Іссуфу
Махамаду Іссуфу (фр. Mahamadou Issoufou; нар. 1952, Дандажі (сучасний департамент Тахуа) Французька Західна Африка) — нігерський політик, прем'єр-міністр країни у 1993—1994 роках, Президент Нігеру (вступив на посаду 7 квітня 2011 року), переобраний у березні 2016 року. Керівник партії за демократію і соціалізм Нігеру.

## Ранні роки
Належить до народності хауса.

### Освіта
З жовтня 1959 року по червень 1964 року навчався у початковій школі Іллели, з жовтня 1964 по червень 1968 року — у середній школі міста Мадауа. У жовтні 1968 року вступив у національний ліцей Ніамея, який закінчив у 1971 році, отримавши диплом бакалавра серії C (Фізико-математичні науки). У 1971—1974 роках навчався у Центрі вищої освіти в Ніамеї, отримав диплом наукового дослідження (DUES) в області математики і фізики. У 1974—1975 роках навчався в Університеті Ніамея, де отримав ступінь бакалавра математики, у 1975—1976 роках в Паризькому Університеті. З 1976 по 1977 рік проходив курс підвищення кваліфікації у вищій національній школі гірничорудної справи у Сент-Етьєні по теорії ймовірностей і статистиці. У 1979 році закінчує школу Сент-Етьєна зі ступенем «Інженер-будівельник шахт».

### Кар'єра
Працював у гірничодобувній промисловості, у 1980—1985 роках на посаді Генерального секретаря гірничодобувної компанії Нігеру (SOMAIR).

## Початок політичної діяльності
З початку 1990-х Махамаду Іссуфу активно бере участь в політиці. Після парламентських виборів 1993 року, де його партія НПДС отримала 183 085 (14,6 %) голосів і 13 місць у Національних зборах з 83, опозиційні партії сформували коаліцію і висунули Іссуфу на посаду прем'єр-міністра. Перед цим Іссуфу виставив свою кандидатуру на президентських виборах (вони відбулися у лютому-березні) і посів третє місце в першому турі, отримавши 205 707 (15,92 %) голосів. У 1994 році подав у відставку через незгоду з політикою президента Махамана Усмана, якого він підтримав перед другим туром виборів. Після дострокових парламентських виборах 1995 року Іссуфу був призначений спікером Національних зборів. Після військового перевороту 1996 року Іссуфу був заарештований, але був допущений до участі в проведених під контролем голови Ради національного порятунку Ібрагім Баре Маінассара президентських виборах і набрав 183 826 (7,6 %) голосів, посівши четверте місце.

## Лідер опозиції
Після військового перевороту 1999 року брав участь у президентських виборах і зайняв друге місце за підсумками двох турів (435 041 (22,79 %) голосів у першому турі і 710 923 (40,11 %) у другому), поступившись Мамаду Танджа. У період його правління був одним з лідерів опозиції. Брав участь у президентських виборах 2004 року і набрав 599 792 (24,6 %) голосів у першому турі і 794 357 (34,47 %) у другому. У 2009 році закликав населення до бойкоту проведеного Танджа референдуму щодо скасування обмежень на кількість термінів переобрання. Був заарештований і на деякий час покинув країну, перебравшись до Нігерії. Після чергового військового перевороту 2010 року повернувся до легальної політичної діяльності.

## Президент Нігеру
У першому турі президентських виборів 2011 року отримав 1 217 527 (36,06 %) голосів, у другому турі — 1 820 639 (57,95 %), в результаті чого був обраний новим президентом.
У другому турі президентських виборів, що відбулись 20 березня 2016 року, Махамаду Іссуфу отримав 4 105 514 голосів або 92,49 %